# YAMATO (プロレスラー)
YAMATO（ヤマト、1981年9月10日 - ）は、日本の男性プロレスラー。本名：小野寺 正人（おのでら まさと）。岩手県一関市出身。DRAGON GATE所属。血液型B型。

## 経歴
一関市地主町で大衆食堂を営むもとに、三男として誕生。一関小学校、桜町中学校を経て県立一関農業高校へ入学する。2年生の時、偶然流れていたプロレス番組に心を打たれ、プロレスの道を志すようになる。しかし実家が食堂で、幼少期より料理に親しんでいたことから、卒業後は宮城県仙台市の宮城調理師専門学校（現：宮城調理製菓専門学校）へ進んだ。
2001年に調理師専門学校を卒業したが、プロレスへの道を捨てきれず、東京の和術慧舟會へ入門。パンクラスのアマチュアトーナメント等で実践を積み、2005年春、DRAGON GATEに入門した。同期はKzy、問題龍。
小野寺大和のリングネームで2006年7月29日京都KBSホールにて対神田裕之でデビュー。デビュー直後にFinal M2Kに見習いとして加入し、オープン・ザ・トライアングルゲートのリーグ戦に出場する。
2007年にはNEX-1トーナメントで優勝を果たし、試合後にはアメリカへ修行に行くと宣言した。その後5月7日のSITE-KOBE大会にて日本に帰国。同時にリングネームもYAMATOに変更、鷹木信悟率いるNEW HAZARDに所属する。しかし6月に左肩を脱臼し長期欠場。同年9月14日の後楽園大会で、B×Bハルクと共に10月12日の後楽園大会での復帰を宣言。それに合わせて9月からハルクとの海外遠征で一足早く復帰した。
2008年から、斎藤了、CIMA、さらには同門のハルクに対しても、執拗に敵意を燃やすようになる。2月3日にオープン・ザ・ドリームゲート選手権試合に敗北したGammaと謎の握手をする。3月7日、NEW HAZARD対マッスル・アウトローズの大江戸式カウントダウン・イリミネーションマッチ後（試合はNEW HAZARDの勝利）にDRAGON GATE復帰を表明した、谷嵜なおきに対して真っ先に異を唱え、3月20日にシングルマッチで対決するが敗北。しかしその後に和解・共闘していくことになる。
4月13日、仲間割れしていたハルクとシングルマッチで激突し、試合は神田裕之の乱入があったものの勝利。試合後、ハルクと和解し握手をした。しかし4月17日、共闘していた谷嵜とのタッグでGamma＆堀口元気と対戦するが、谷嵜を裏切りマッスル・アウトローズに加入、ハルクの髪を切りサイバー・コングのマスクを剥ぐ暴挙に出た。そして5月14日に鷹木、サイバーも合流し、REAL HAZARDでの活動を開始。同日、自身初のタイトルとなるオープン・ザ・トライアングルゲート王座を獲得（パートナーは鷹木、Gamma）。
6月6日、オープン・ザ・トライアングル・ゲート王座選手権試合にて、望月成晃、ドン・フジイ、マグニチュード岸和田組と対戦、望月から勝利を奪い初防衛。その望月とは6月12日の後楽園大会で今度はシングルマッチを行うが敗退。6月28日、戸澤塾の新井健一郎、岩佐拓、忍組に敗れ、トライアングルゲート防衛に失敗するが、7月12日にはGamma、神田をパートナーに再びトライアングルゲートを獲得し、7月27日には、4wayマッチでの防衛に成功した。
8月にはSummer Adventure Tag Leagueでサイバーをパートナーに出場し、新井＆岩佐組に敗北した以外は全勝しリーグ戦首位で決勝トーナメントに勝ち上がったものの、準決勝でドラゴン・キッド＆鷹木組に敗れた。また、この頃からフジイとの確執が始まる。9月20日、ドン・フジイとノーピープルマッチで激突するが敗北。10月5日、サイバー・コングをパートナーに土井成樹、吉野正人の持つオープン・ザ・ツインゲート王座に挑戦し勝利をおさめて第5代王者となった。
2009年1月18日、REAL HAZARDからGammaを追放し、新たなリーダーとなった。1月23日にはかつての同僚、鷹木とノーロープマッチで勝利。6月、新日本プロレス主催のBEST OF THE SUPER Jr.へ参戦。獣神サンダー・ライガー（3日）、金本浩二（11日）に勝利したが、リーグ戦2勝4敗で予選で敗退。新日本参戦前からGamma、ダークサイドハルク、フジイ、鷹木と立て続けにシングルマッチで敗れた上にREAL HAZARDの他のメンバーと誤爆を繰り返すなど不和が続き、鷹木戦後の「思い残すことはもうない」などの発言やSUPER Jr.終了後も欠場を繰り返していたことから週刊誌などで退団が囁かれていたが、6月26日の関西テレビなんでもアリーナ大会に登場しREAL HAZARD脱退と鷹木との共闘＝KAMIKAZE加入を表明（欠場は膝の負傷が原因）。7月19日にその鷹木と組んでオープン・ザ・ツインゲート統一タッグ王座に挑戦するも敗れた。Summer Adventure Tag Leagueには鷹木と組んで出場し優勝を果たし、前王者組にリベンジし斎藤をギャラリアで仕留め第8代王者組になった。
2010年3月、両国国技館での土井との試合で必殺技のマスキュラーボムを喰らいながらも耐え凌ぎ、最後はギャラリアで勝利。8度防衛していた土井からYAMATO自身初のシングル王座となるオープン・ザ・ドリームゲート王座を奪取し、第11代王者となった。またデビュー後3年8ヶ月でのドリームゲート王座戴冠はスピード記録であった。その後、横須賀、鷹木、望月の挑戦を退けるも、7月11日神戸大会で吉野に敗北した。
2011年1月28日、DGUSA・ニューヨークマンハッタン大会でB×Bハルクを破り、オープン・ザ・フリーダムゲート王者になる。10月16日大阪大会の金網サバイバル6WAYマッチにてエスケープ失敗。マスカラ・コントラ・カベジェラ戦だった為、自慢の長髪を丸坊主にされた。（その時、戸澤に植木バサミで髪を切られるなどこの上ない屈辱を味わった。）
2012年に鷹木、富永千浩、三代目超神龍とともにユニット「暁 〜AKATSUKI〜」を結成。7月には鷹木とのタッグでツインゲート王座を獲得した。その後土井吉から防衛を果たすも望月・フジイ組に敗れて王座を明け渡した。
2013年5月の愛知大会で鷹木とのタッグでツインゲートを獲得したが、6月のタイトルマッチで鷹木を裏切りMAD BLANKEY入り。8月1日にはユニット解散マッチで暁を解散に追い込み、さらにMAD BLANKEYから戸澤を追放した。8月23日には因縁の鷹木に勝利し、2度目のドリームゲート王座戴冠を果たした。9月には斎藤"ジミー"了の挑戦を退け、10月6日にはトライアングルゲート王座も獲得し2冠を達成するも、10月10日に吉野に敗れてドリームゲート王座陥落。12月にはミレニアルズに敗れてトライアングルゲート王座を手放したが、直後にツインゲート王座を獲得するなどベルトに絡む活躍を続ける。
2014年5月5日愛知大会でリコシェに勝利し、3回目のドリームゲート王座戴冠を果たした。直後のKING OF GATE2014では1回戦で堀口元気H.A.Gee.Mee!!に敗れたが、ドリームゲート防衛戦の対戦相手に指名して勝利、雪辱を果たした。さらにKING OF GATE覇者のジミー・ススムにも勝利して王座防衛したが、7月20日の神戸ワールド大会でB×Bハルクにフェニックス・スプラッシュで敗北、王座を失った。
12月28日、サイバー・コングと組んだ「YAMAコン」としてT-Hawk & Eitaからツインゲート王座を獲得した。
2015年3月に吉野正人 & しゃちほこBOY組に敗れ、防衛回数0で王座陥落したが、6月に土井と組んだ「土井YAMA」で吉野&しゃちからツインゲート王座を奪還した。
8月、ジミーズと自身の所属するMAD BLANKEYの解散マッチでジミーズを追い詰めるが、K-ness.に裏切られ、最後はススムのジャンボの勝ち!で敗北。MAD BLANKEYは解散した。しかしMONSTER EXPRESSを脱退した鷹木信悟、元ミレニアルズのEita、Kotokaと結託。9月に新ユニット「VerserK」が始動し、後にジミーズを脱退した谷嵜なおきも加入した。
ユニット再編を経ながらもツインゲート王座の防衛ロードは続き、2016年3月にT-hawk & ビッグR清水に奪われるまで9回防衛、ツインゲート王座の最多防衛記録を更新した。
鷹木信悟がジミー・ススムとのドリームゲート戦に敗北。その時、鷹木信悟はススムに投げつけた塩が誤爆し、自分に当たったから負けたと言った為、鷹木とYAMATOの間に亀裂が走る。そしてこの揉め事で鷹木派（鷹木信悟/サイバー・コング/Kotoka）とYAMATO派（YAMATO（本人）/土井成樹/谷嵜なおき）に分かれる。
2016年5月5日の金網マッチに出場。試合終盤に土井と谷嵜に裏切られ、孤立するもKzy、ヨースケ・サンタマリア、さらに当時欠場中だったハルクのアシストを受け、エスケープに成功。自慢の長髪を守った。だが結局、髪切りの儀式のあと土井からVerserk追放を宣告される。
5月28日、札幌大会でハルクらと新ユニット「TRIBE VANGUARD」を結成。
6月12日、博多スターレーン大会でビッグR清水を破り、KING OF GATE初優勝。
7月24日、因縁の鷹木とドリームゲート戦を行う。そして30分を超えた死闘を繰り広げ、最後はギャラリアで勝利。実に4度目となるドリームゲート王座戴冠に成功した。
9月、大田区体育館大会にて、戸澤陽を退け、初防衛に成功。
11月10日、後楽園大会試合終了後、土井成樹からドリームゲート挑戦表明を受ける。
11月20日、佐賀・諸富大会にて、土井の挑戦を受諾、12月25日、福岡国際センターでの防衛戦が決定。
12月25日、福岡国際センター大会で土井を破り、2度目の防衛に成功。
2017年1月18日、後楽園大会で年明けから精彩を欠いていたハルクに奮起を促すべく、ドリームゲートの挑戦者に逆指名。ハルクもこれに応じ次回後楽園大会での防衛戦が決定。
2月2日、後楽園大会で30分超えの激闘の末、ハルクを破り3度目の防衛に成功。直後にサイバーが乱入、王座挑戦を表明。
3月5日、大阪大会でサイバーを破り、ドリームゲート王座4度目の防衛に成功。
4月11日、名古屋大会で5月5日・愛知県体育館大会で鷹木・土井・ハルク・サイバーを相手にドリームゲート王座を懸け、金網戦を行うことが決定。
5月5日、愛知県体育館大会で金網戦に参戦、サイバーと残り2人の状況から金網に取り付けられたベルトを獲得、ドリームゲート王座5度目の防衛に成功。同時に、負け残ったサイバーのマスクを剥ぐこととなった。
6月17日、この年のKING OF GATEを制覇したT-Hawkの王座挑戦を受諾、7月23日・神戸ワールド記念ホールでの防衛戦が決定。
7月23日、神戸ワールド記念ホールでT-Hawkを秘技・ラグナロクで破り、6度目の王座防衛に成功。
8月8日、後楽園大会でビッグR清水と望月成晃からそれぞれドリームゲート挑戦表明を受ける。これにより、次回後楽園大会でのドリームゲート次期挑戦者決定戦が行われることに。
9月5日、清水との挑戦者決定戦を制した望月の挑戦が決定、9月18日・大田区総合体育館大会での防衛戦が決定した。
9月18日・大田区総合体育館大会で望月に敗れ、1年以上保持してきたドリームゲート王座を手放す。
11月3日、大阪府立体育会館大会でハルク・Kzyとのトリオでトライアングルゲート王座を獲得。
12月11日、京都大会でMaxiMuM（土井・吉野正人・ジェイソン・リー）のトライアングルゲート挑戦表明を受諾し、12月23日に福岡国際センター大会での防衛戦が決定。
12月23日、福岡国際センター大会でマキシマムに敗れトライアングルゲート王座から陥落。
2018年3月3日、大阪大会でマリア・フラミータのトリオでマキシマムの持つトライアングルゲート王座に挑戦。
5月6日、愛知県体育館大会で4年連続となる金網戦に出場し、脱出に成功。
6月9日、KING OF GATE 2018決勝戦で吉野と対決し、敗れる。
6月16日、京都大会でハルクとのタッグで清水・Ben-K（ビッグBen）の持つツインゲート王座への挑戦を表明、7月22日・神戸ワールド記念ホールでの王座挑戦が決定。
7月22日、神戸ワールド記念ホール大会でハルクとのタッグでビッグBenの保持するツインゲート王座に挑戦、王座奪取に成功する。
2023年3月1日開催の『ジュニア夢の祭典 〜ALL STAR Jr. FESTIVAL 2023〜』では第1試合6人タッグマッチに出場。

## 得意技
持ち技が豊富。バックボーンが総合格闘技のためか、DRAGON GATEでは珍しいグラウンド技が主である。

### フィニッシュ・ホールド
ギャラリア
リバースのブレーンバスターの体勢から持ち上げての開脚式ツームストーン・パイルドライバー。
TAKAみちのくのみちのくドライバーβと同型であり、YAMATOの代表的なフィニッシュ技。
走ってきた相手をカウンター式で持ち上げて放つバージョンも使用。
旋回式ギャラリア
走りこんできた相手へのカウンターとして使用。繋ぎ技としての使用が多い。
ラグナロク
リバース・ブレーンバスターの体勢で相手を担ぎ上げ、シットダウンと同時に左サイドに後頭部から突き刺すギャラリアの進化型。主に大一番で奥の手として使用される。
技名は北欧神話の終末の日より。
元々は、暁に所属していた頃に対CIMA用の技として開発されたが、当時の筋力では重量のあるレスラーを持ち上げるのが難しかったため半ば封印状態であった（練習は比較的軽量な富永千浩で行われていた）。KOBEプロレスフェスティバル2017の対 T-Hawk戦で初披露。
CBV（Cross Bone Vanguard）
うつぶせの相手をサイドから片羽締めの体勢で、片腕を巻き込んで締め上げるフェイスロック。TAKAみちのくのジャストフェイスロックのように、相手の体を強引にのけぞらせつつきめる。技名は機動戦士ガンダムF91に登場する敵組織の名前から。
スリーパーホールド
総合格闘技のスキルが反映された技。CIMAや望月をこの技で絞め落として勝利したことがある。相手の技を切り返す際に使用することもある。胴締め式も使用。
武者返し
スピアーの勢い、そのまま押さえ込んでフォールを狙う。井上亘のスピアー・オブ・ジャスティスと同型である。現在は使用されていない。
全知全能のフランケンシュタイナー
ウラカン・ラナのように丸め込む。MAD BLANKEY加入後は「全知全能のフランケンシュタイナー」として使うようになった（加入前はフランケン・シュタイナーと言うそのままの名前だった）。どんな劣勢からでも一発逆転を狙える技。

### 打撃技
エルボー
左右連続でたたみかけるパターンを多く使用する。
張い手
ヘッドバッド
クローズライン
逆水平チョップ
ドロップキック
go to Hospital I
延髄斬り。
go 2 Hospital II
串刺し式ドロップキック。
コーナーに据えた相手の名前を叫びながら走り込み、ライダーキックの体勢で相手の顔面を打ち抜く。相手の正面から打ち抜くタイプと、相手の側面から打ち抜くタイプとがある。試合の流れを一撃で変える威力と説得力をもつ。決めた後は客席に向かって髪をかきあげ、ポーズをきめる。

### 投げ技
ドラゴン・スクリュー
高頻度で使用。ロープ越し、あるいはダウン状態の相手にも繰り出す。受け身が取れない相手を痛めつけ、ヒールの非情さを見せつける技である。
垂直落下式ブレーンバスター
非常に使用頻度が高い、終盤で繰り出す大技。大一番では雪崩式も繰り出す。
裏投げ
デスバレーボム
タイガードライバー
ジャーマン・スープレックス
ヒダルゴ
相手を斜めにおんぶするように担ぎ、そのまま旋回して放つ変形フェイスバスター。技名の由来は明らかになっていないが、アメリカのニューメキシコ州にヒダルゴという郡が存在しているため、アメリカ遠征の経験があるYAMATOが、ここから名付けたと思われる。最近は全く使用しない。

### 関節技、締め技
クロス式STF
アンクルホールド
腕ひしぎ十字固め
三角絞め
逆片エビ固め

### 飛び技
ノータッチ・トペ・コン・ヒーロ
ハルクとのタッグで使用することがある。使用する時はハルクと同時に飛ぶことが多い。
ダイビング・フット・スタンプ
スワンダイブ式で相手の腹部を踏みつける。
片足で敢行するのが特徵。

## タイトル歴
DRAGON GATE
- オープン・ザ・ドリームゲート王座（第11代、第16代、第19代、第25代、第33代、第40代）
- オープン・ザ・ブレイブゲート王座（第53代）
- オープン・ザ・ツインゲート王座 獲得10回
  - 第5代・第35代（w /サイバー・コング）
  - 第8代・第22代・第25代（w /鷹木信悟）
  - 第30代・第37代（w /土井成樹）
  - 第43代 · 第47代（w /B×Bハルク）
  - 第45代（w /KAI）
- オープン・ザ・トライアングルゲート王座 獲得6回
  - 第18代（w /Gamma&鷹木信悟）
  - 第20代（w /Gamma&神田裕之）
  - 第32代（w /Gamma&吉野正人）
  - 第44代（w /B×Bハルク&サイバー・コング）
  - 第61代（w /B×Bハルク&Kzy）
  - 第87代（w /ドラゴン・キッド&パンチ冨永）
- NEX-1トーナメント優勝（2007年）
- KING OF GATE優勝（2016年）
- Summer Adventure Tag League優勝
  - 2009年（w /鷹木信悟）

DRAGON GATE USA
- オープン・ザ・フリーダムゲート王座（第2代）

琉球ドラゴンプロレスリング
- 御万人王座「琉王」（第12代）
- 御万人王座「双琉王」　
  - 第9代（w /パートナーは、グルクンマスク）

プロレスリングFREEDOMS
- KING of FREEDOM WORLD TAG王座
  - 第24代（w /佐々木貴）

プロレス大賞
- 殊勲賞（2017年）

## エピソード
- デビュー当初憧れていた選手は神田裕之。その神田から『下克上』の言葉とM2Kのスカジャンを継承された際、リング上で人目をはばからず号泣した。
- YAMATOはアメリカ修行から帰国後、デビューまで着用していた『下克上』の文字が入った青のタイツから赤色のショートタイツに変更した。日焼けしてビルドアップした肉体、あごひげを蓄える等、ワイルドなイメージになっている。
- 鷹木信悟からは『YAMAMOTO』と呼ばれていた。由来は山本五十六から。
- DRAGON GATEでは珍しくシュートタイツを着用している。また、以前は入場時に前垂れを着けていたが最近は着けていない。
- ガンダム、日本史、AKB48が好きである[6]。
- 昔ファンだった選手が他団体の選手との頂上決戦に負けた時に、ショックのあまり裸足のまま夜の町に飛び出したことがある。
- 小学校から高校までは野球に打ち込んでいた[4]。
- 実家はリズム食堂で、幼少時から料理に親しんでいた。高校卒業後は仙台市の調理師専門学校で調理師免許を取得し、2012年末にはフードコーディネーター3級の資格も取得した[2][5]。
  - この経緯からヒールターンまでは道場の食事担当をしていた。プロレス団体の道場のちゃんこ番と呼ばれる食事担当は基本的に新人や練習生が担当する為、トップ級の選手が担当しているのは珍しいケースであった。
  - オフィシャルブログに加え、料理のブログも開設している。
  - 2015年6月から、小学館「woman insight」で料理記事「レスラーYAMATOの筋肉キッチン」を連載しており、2019年12月に書籍化された[5]。
  - 2019年1月、テレビ静岡にて自身がレギュラーを務める料理番組「ちょもキッチン」が放送開始。
  - 2024年7月、2020年より月刊誌『地上』で連載したレシピをまとめた、『YAMATOの勝負メシ』を発売した[13][2]。
- 試合前に覗きこむ鏡は市川勝也アナウンサーからプレゼントされたものである。
- 「全知全能」を自称し、ナルシストキャラクターを演じるため、しばしば対戦相手がポーズをまねて挑発する。また英語がわからなかったため、戸澤陽から「全知全能、でも英語はちょっと苦手」とおちょくられた。
- YAMATOの髪を掻きあげるポーズは、良く戸澤が真似して茶化していたが、後にタッグなどでは敵味方関係なく順番に茶化す様になった。そして最後に登場した鷹木がそれをやらずにブーイングを受け、観客に対して悪態を付くまでが一連のムーブである。その為レフェリーのMr.中川が鷹木をリング外に押し出して、自分がそれをやって見せた事がある（しかも茶化すというよりも、忠実にコピーする様な感じで）。
- ヒールとしての活動時に社長の岡村隆志はチャンピオンベルトの調印式のとき必ずYAMATOと対戦する側の選手を応援してYAMATOとは肩を組むことはない。
- 毎年恒例の金網戦で出場選手になることが多く、これまで11回行われた金網戦のうち9回に出場している。

## メディア出演

### テレビ
- 盛り盛り料理 バラエティ ちょもキッチン（テレビ静岡、2019年1月18日 - ）[14][15][16]

### Web
- YAMATOインタビュー モッテコ書店 （2009年11月25日）